# Poecilopsetta plinthus
Poecilopsetta plinthus är en fiskart som först beskrevs av Jordan och Starks, 1904.  Poecilopsetta plinthus ingår i släktet Poecilopsetta och familjen flundrefiskar. Inga underarter finns listade i Catalogue of Life.